# Ле Кха Фьеу
Ле Кха Фьеу (вьет. Lê Khả Phiêu; 27 декабря 1931, Тханьхоа — 7 августа 2020, Ханой) — вьетнамский политический и государственный деятель, генеральный секретарь Центрального Комитета Коммунистической партии Вьетнама с декабря 1997 года по апрель 2001 года.

## Биография
Ле Кха Фьеу учился в военном колледже, также изучал политологию.
Во время вьетнамской войны принимал непосредственное участие в боевых действиях, сражаясь против вооружённых сил Южного Вьетнама и его союзников.
В 1964 году началась политическая карьера Ле Кха Фиеу. Во вьетнамской Народной армии он стал начальником политотдела. Оттуда Ле Кха Фьеу был избран в Центральный Комитет партии, а в 1994 году стал членом Политбюро КПВ. Пик политической карьеры Ле Кха Фьеу пришёлся на 1997—2001 годы, когда он исполнял обязанности генсека компартии Вьетнама.
С 19 по 22 апреля в столице Вьетнама Ханое прошёл очередной IX съезд Компартии Вьетнама. На это съезде, Ле Кха Фьеу был освобождён от занимаемой должности с официальной формулировкой «по состоянию здоровья» (однако, существует мнение, что отставка прежнего вождя была связана с коррупционными скандалами, в которых был замешан Ле Кха Фиеу). Новым партийным лидером был избран Нонг Дык Мань, который дал слово продолжить «омоложение рядов правящей партии» и сделать всё от него зависящее, чтобы Вьетнам включился «более активно в рыночную экономику, дабы страна не плелась в хвосте самых развитых стран Азии».